# Hiszpańscy posłowie do Parlamentu Europejskiego 1994–1999
Hiszpańscy posłowie IV kadencji do Parlamentu Europejskiego zostali wybrani w wyborach przeprowadzonych 12 czerwca 1994. Pod koniec kadencji jeden mandat przypadający PSOE pozostał nieobsadzony.

## Lista posłów
Wybrani z listy Partii Ludowej (EPP)
- Julio Añoveros Trias de Bes
- Javier Areitio Toledo
- Felipe Camisón Asensio, poseł do PE od 10 grudnia 1996
- Miguel Arias Cañete
- Francisca Bennàssar Tous
- Luis Campoy Zueco
- Laura Elena de Esteban Martín
- José Antonio Escudero
- María Teresa Estevan Bolea
- Juan Manuel Fabra Vallés
- Gerardo Fernández Albor
- Fernando Fernández Martín
- Carmen Fraga
- Gerardo Galeote Quecedo
- José Manuel García-Margallo
- Salvador Garriga Polledo
- José María Gil-Robles
- Jorge Salvador Hernández Mollar, poseł do PE od 2 października 1995
- Íñigo Méndez de Vigo
- Ana de Palacio
- José Javier Pomés Ruiz, poseł do PE od 10 maja 1996
- Encarnación Redondo Jiménez
- Carlos Robles Piquer
- José Salafranca Sánchez-Neyra
- Joaquín Sisó Cruellas
- Jaime Valdivielso de Cué
- José Valverde López
- Daniel Varela

Wybrani z listy PSOE (PES)
- Pedro Aparicio Sánchez
- Enrique Barón Crespo
- Carlos María Bru, poseł do PE od 4 lutego 1999
- Juan Luis Colino Salamanca
- Joan Colom i Naval
- Bárbara Dührkop Dührkop
- Manuela Frutos Gama
- Ludivina García
- Antonio González Triviño (Europ. Sojusz Rad.)
- Juan de Dios Izquierdo Collado
- María Izquierdo Rojo
- Manuel Medina Ortega
- José María Mendiluce
- Ana Miranda de Lage
- Fernando Pérez Royo
- José Enrique Pons Grau
- Juan de Dios Ramírez Heredia, poseł do PE od 9 kwietnia 1999
- Francisco Javier Sanz Fernández
- Francisca Sauquillo Pérez del Arco
- Anna Terrón i Cusí
- Josep Verde

Wybrani z listy Zjednoczonej Lewicy (GUE-NGL)
- Carlos Carnero
- Laura González Álvarez
- Antoni Gutiérrez
- Salvador Jové Peres
- Pedro Marset Campos
- Alonso Puerta
- Ángela Sierra
- María Sornosa Martínez
- Abdelkader Mohamed Ali, poseł do PE od 28 marca 1996

Wybrani z listy Konwergencja i Jedność
- Carles-Alfred Gasòliba (CDC, ELDR)
- Concepció Ferrer (UDC, EPP)
- Joan Vallvé (CDC, ELDR)

Wybrani z listy Koalicji Nacjonalistycznej (Europ. Sojusz Rad.)
- José Domingo Posada (Coalición Galega) poseł do PE od 21 stycznia 1999
- Manuel Escolá (PAR), poseł do PE od 8 października 1998

Byli posłowie IV kadencji do PE
- María Jesús Aramburu (Zjednoczona Lewica), do 26 marca 1996
- Jesús Cabezón (PSOE), do 20 czerwca 1999, mandat pozostał nieobsadzony
- Carmen Díez de Rivera (PSOE), do 31 stycznia 1999
- Josu Jon Imaz (CN-PNV), do 5 stycznia 1999
- Abel Matutes (PP), do 6 maja 1996
- Mercedes de la Merced (PP), do 6 grudnia 1995
- Fernando Morán López (PSOE), do 30 marca 1999
- Alfonso Novo (CN-UV), od 18 września 1996 do 7 października 1998
- Isidoro Sánchez (CN-CC), do 17 września 1996
- Celia Villalobos (PP), do 30 września 1995